# Daur Awchlediani
Daur Awchlediani, ros. Даур Ахвледиани (ur. 10 października w Gagrze, Gruzińska SRR, ZSRR, zm. we wrześniu 1993 w Suchumi) – abchaski piłkarz grający na pozycji obrońcy, a wcześniej pomocnika, Bohater Abchazji.

## Kariera piłkarska

### Kariera klubowa
Wychowanek klubu Dinamo Gagra. W 1983 roku rozpoczął karierę piłkarską w Torpedo Kutaisi, skąd latem 1984 przeniósł się do Dinama Suchumi. Od 1990 kapitan suchumskiej drużyny. Po rozpoczęciu wojny w Abchazji w 1992 roku został piłkarzem Urałanu Elista.
Wraz z wybuchem wojny w Abchazji, będąc czołowym graczem Urałanu, Daur okresowo odwiedzał swoją ojczyznę i uczestniczył w operacjach wojskowych gwardii abchaskiej.
We wrześniu 1993, kiedy abchaskie wojsko odrzuciło gruzińskich wojskowych za granicy miasta, zginął na ulicach Suchumi, dołączając do liczby tysięcy ofiar tamtejszej wojny. Po jego śmierci został mianowany na Bohatera Abchazji, a jego imieniem został nazwany miejski stadion w Gagrze.

## Sukcesy i odznaczenia

### Sukcesy klubowe
- wicemistrz Pierwszej Ligi ZSRR: 1984
- mistrz Drugiej Ligi ZSRR: 1989
- wicemistrz Rosyjskiej Drugiej Ligi, grupy Zachodniej: 1992